# Ungleichung von Guha
Die Ungleichung von Guha (englisch Guha’s inequality) ist eine von mehreren elementaren Ungleichungen im Umfeld der AGM-Ungleichung und lässt sich als solche dem mathematischen Gebiet der Analysis zurechnen. Sie geht auf eine wissenschaftliche Publikation von U. C. Guha aus dem Jahre 1967 zurück.

## Darstellung der Ungleichung
Die Ungleichung lautet folgendermaßen:
Gegeben seien reelle Zahlen {\displaystyle a,p,q,x,y} und für diese gelte {\displaystyle a\geq 0} sowie {\displaystyle p\geq q>0} und {\displaystyle x\geq y>0}.
Dann ist:
{\displaystyle {\bigl (}px+y+a{\bigr )}\cdot {\bigl (}x+qy+a{\bigr )}\geq {\bigl (}(p+1)x+a{\bigr )}\cdot {\bigl (}(q+1)y+a{\bigr )}}